# Antonio Elia Acerbis
Antonio Elia Acerbis (Milano, 31 gennaio 1960) è un ex calciatore italiano, di ruolo centrocampista.
Viene ricordato per la sua reticenza nel concedere interviste ai giornalisti.

## Carriera

Acerbis in azione alla Lazio nel campionato 1986-1987

Cresciuto nel vivaio del Varese, venne aggregato alla prima squadra all'età di 17 anni. Esordì in prima squadra (e in Serie B) nella stagione 1977-1978, disputando una sola gara, ma trovando più spazio nell'annata successiva, dove marcò 23 presenze: la squadra però arrivò ultima in campionato, retrocedendo in Serie C1. La squadra conquistò subito la promozione nella seconda serie vincendo il girone A della Serie C1, a cui il centrocampista contribuì con 27 presenze.
Durante l'estate 1980 venne acquistato dall'Udinese, squadra con la quale debuttò in Serie A il 21 settembre 1980, in Udinese-Pistoiese 1-1, quando siglò il gol del pareggio all'87'. Giocò solo un'ulteriore gara con i bianconeri: venne infatti ceduto al termine del mercato al Monza, in Serie B, con cui disputò trenta gare in campionato anche se la formazione arrivò ultima e retrocesse.
Ceduto al Bari, disputò tre stagioni con la squadra pugliese, di cui 2 in Serie B e l'ultima in C1: complessivamente marcò cinque reti in 108 gare. Fu inoltre decisivo in Coppa Italia, segnando il 10 giugno 1984 il gol che al 66' qualificò i baresi alle semifinali della competizione, eliminando la Fiorentina. Ritornò in Serie B con la maglia del Pescara nella stagione 1984-1985, squadra con la quale rimase per due stagioni, giocando 36 partite nella prima stagione e 35 gare nella seconda.
Nell'estate 1986 Acerbis venne acquistato dalla Lazio, all'epoca militante in B e coinvolta nella vicenda del Calcio scommesse. Il suo acquisto venne indicato dall'allora mister biancoceleste Eugenio Fascetti, e anche grazie al suo contributo la Lazio riuscì a conquistare la salvezza dopo gli spareggi di Napoli nella stagione 1986-1987, nella quale il mediano fece registrare 39 presenze e 2 reti. Nella stagione successiva i biancocelesti riconquistarono la massima serie arrivando terzi a fine campionato: Acerbis giocò 31 gare. Con la Lazio giocò quindi nel 1988-1989, marcando 29 presenze e contribuendo alla salvezza della compagine romana.
Nel 1989 venne ingaggiato dal Verona, sempre in Serie A, giocando 24 gare nella stagione che vide la retrocessione degli scaligeri a un lustro dalla conquista dello scudetto. La stagione seguente vide il centrocampista giocare 30 gare e i veronesi arrivare secondi in campionato, riconquistando subito la promozione. In Serie A Acerbis non giocò però alcuna gara, venendo relegato al ruolo di riserva: durante il mercato invernale passò al Giulianova, nel quale rimase fino a fine stagione, prima di abbandonare il calcio professionistico per proseguire nei dilettanti.
In carriera ha totalizzato complessivamente 55 presenze e 1 rete in Serie A, e 297 presenze e 4 reti in Serie B.

## Statistiche

### Presenze e reti nei club
| Stagione       | Squadra        | Campionato     | Campionato | Campionato | Coppe nazionali | Coppe nazionali | Coppe nazionali | Coppe continentali | Coppe continentali | Coppe continentali | Altre coppe | Altre coppe | Altre coppe | Totale | Totale |
| Stagione       | Squadra        | Comp           | Pres       | Reti       | Comp            | Pres            | Reti            | Comp               | Pres               | Reti               | Comp        | Pres        | Reti        | Pres   | Reti   |
| -------------- | -------------- | -------------- | ---------- | ---------- | --------------- | --------------- | --------------- | ------------------ | ------------------ | ------------------ | ----------- | ----------- | ----------- | ------ | ------ |
| 1976-1977      | Varese         | B              | 0          | 0          | CI              | 0               | 0               | -                  | -                  | -                  | -           | -           | -           | 0      | 0      |
| 1977-1978      | Varese         | B              | 1          | 0          | CI              | 0               | 0               | -                  | -                  | -                  | -           | -           | -           | 1      | 0      |
| 1978-1979      | Varese         | B              | 23         | 0          | CI              | 4               | 0               | -                  | -                  | -                  | -           | -           | -           | 27     | 0      |
| 1979-1980      | Varese         | C1             | 27         | 0          | CI-S            | ?               | ?               | -                  | -                  | -                  | -           | -           | -           | 27+    | 0+     |
| Totale Varese  | Totale Varese  | Totale Varese  | 51         | 0          |                 | 4+              | 0+              |                    | -                  | -                  |             | -           | -           | 55+    | 0+     |
| lug.-ott. 1980 | Udinese        | A              | 2          | 1          | CI              | 2               | 0               | -                  | -                  | -                  | -           | -           | -           | 4      | 0      |
| nov. 1980-1981 | Monza          | B              | 30         | 0          | CI              | -               | -               | -                  | -                  | -                  | -           | -           | -           | 30     | 0      |
| 1981-1982      | Bari           | B              | 38         | 1          | CI              | 4               | 0               | -                  | -                  | -                  | -           | -           | -           | 42     | 1      |
| 1982-1983      | Bari           | B              | 36         | 1          | CI              | 7               | 0               | -                  | -                  | -                  | -           | -           | -           | 43     | 1      |
| 1983-1984      | Bari           | C1             | 34         | 3          | CI              | 11              | 1               | -                  | -                  | -                  | -           | -           | -           | 45     | 4      |
| Totale Bari    | Totale Bari    | Totale Bari    | 108        | 5          |                 | 22              | 1               |                    | -                  | -                  |             | -           | -           | 130    | 6      |
| 1984-1985      | Pescara        | B              | 36         | 0          | CI              | 5               | 0               | -                  | -                  | -                  | -           | -           | -           | 41     | 0      |
| 1985-1986      | Pescara        | B              | 35         | 0          | CI              | 3               | 0               | -                  | -                  | -                  | -           | -           | -           | 38     | 0      |
| Totale Pescara | Totale Pescara | Totale Pescara | 71         | 0          |                 | 8               | 0               |                    | -                  | -                  |             | -           | -           | 79     | 0      |
| 1986-1987      | Lazio          | B              | 37+2       | 2+0        | CI              | 5               | 1               | -                  | -                  | -                  | -           | -           | -           | 44     | 3      |
| 1987-1988      | Lazio          | B              | 31         | 0          | CI              | 3               | 0               | -                  | -                  | -                  | -           | -           | -           | 34     | 0      |
| 1988-1989      | Lazio          | A              | 29         | 0          | CI              | 6               | 0               | -                  | -                  | -                  | -           | -           | -           | 35     | 0      |
| Totale Lazio   | Totale Lazio   | Totale Lazio   | 97+2       | 2+0        |                 | 14              | 1               |                    | -                  | -                  |             | -           | -           | 113    | 3      |
| 1989-1990      | Verona         | A              | 24         | 0          | CI              | 1               | 0               | -                  | -                  | -                  | -           | -           | -           | 25     | 0      |
| 1990-1991      | Verona         | B              | 30         | 0          | CI              | 4               | 0               | -                  | -                  | -                  | -           | -           | -           | 34     | 0      |
| 1991-gen. 1992 | Verona         | A              | 0          | 0          | CI              | 0               | 0               | -                  | -                  | -                  | -           | -           | -           | 0      | 0      |
| Totale Verona  | Totale Verona  | Totale Verona  | 54         | 0          |                 | 5               | 0               |                    | -                  | -                  |             | -           | -           | 59     | 0      |
| gen.-giu. 1992 | Giulianova     | C2             | 15         | 0          | CI-C            | -               | -               | -                  | -                  | -                  | -           | -           | -           | 15     | 0      |
| Totale         | Totale         | Totale         | 430        | 8          |                 | 55+             | 2+              |                    | -                  | -                  |             | -           | -           | 485+   | 10+    |

## Palmarès

### Competizioni nazionali
- Campionato italiano di Serie C1: 2

Varese: 1979-1980 (girone A)
Bari: 1983-1984 (girone B)